# Naturschutzgebiet Große Steinmecke

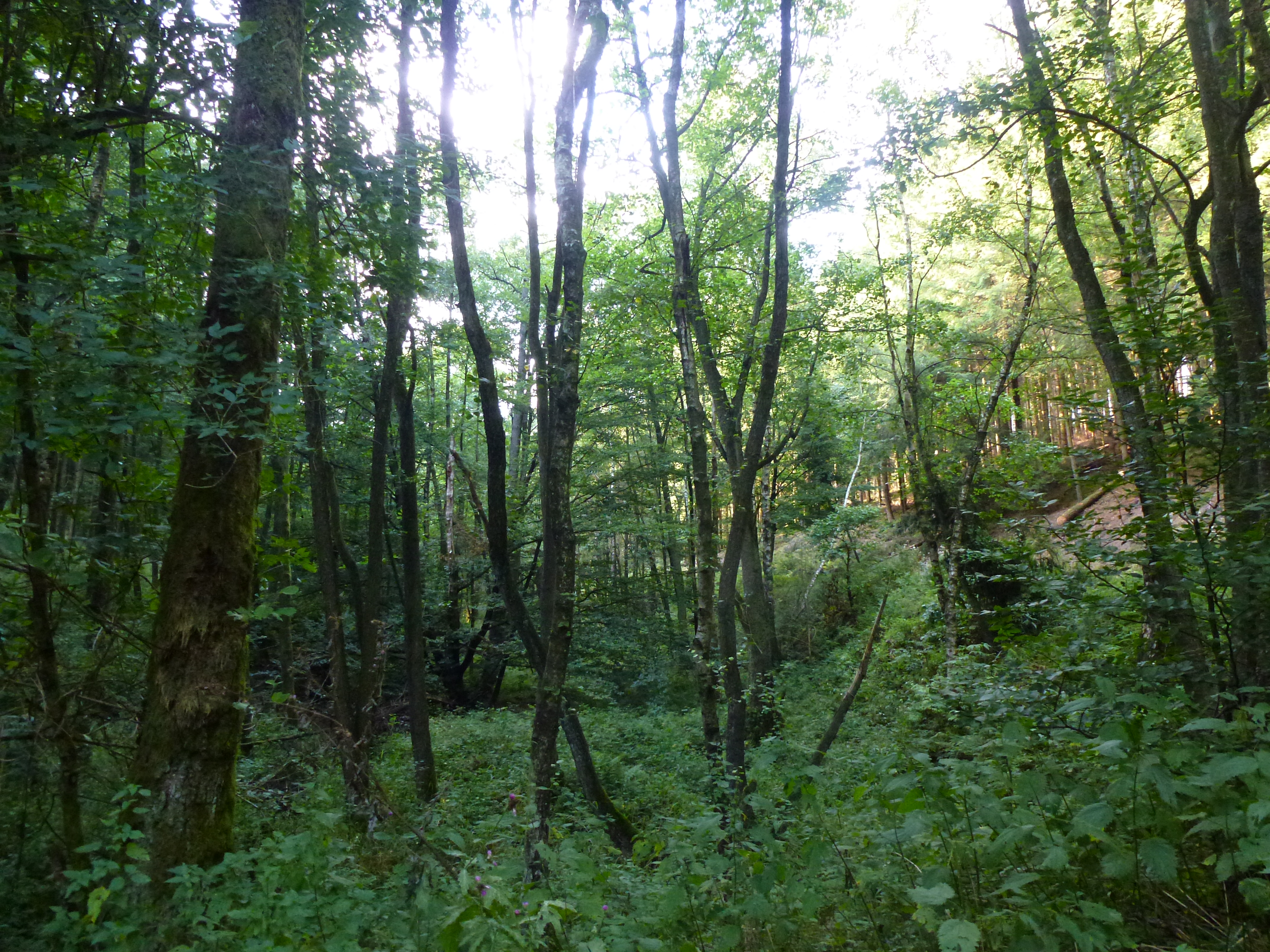
Quellgebiet der Großen Steinmecke

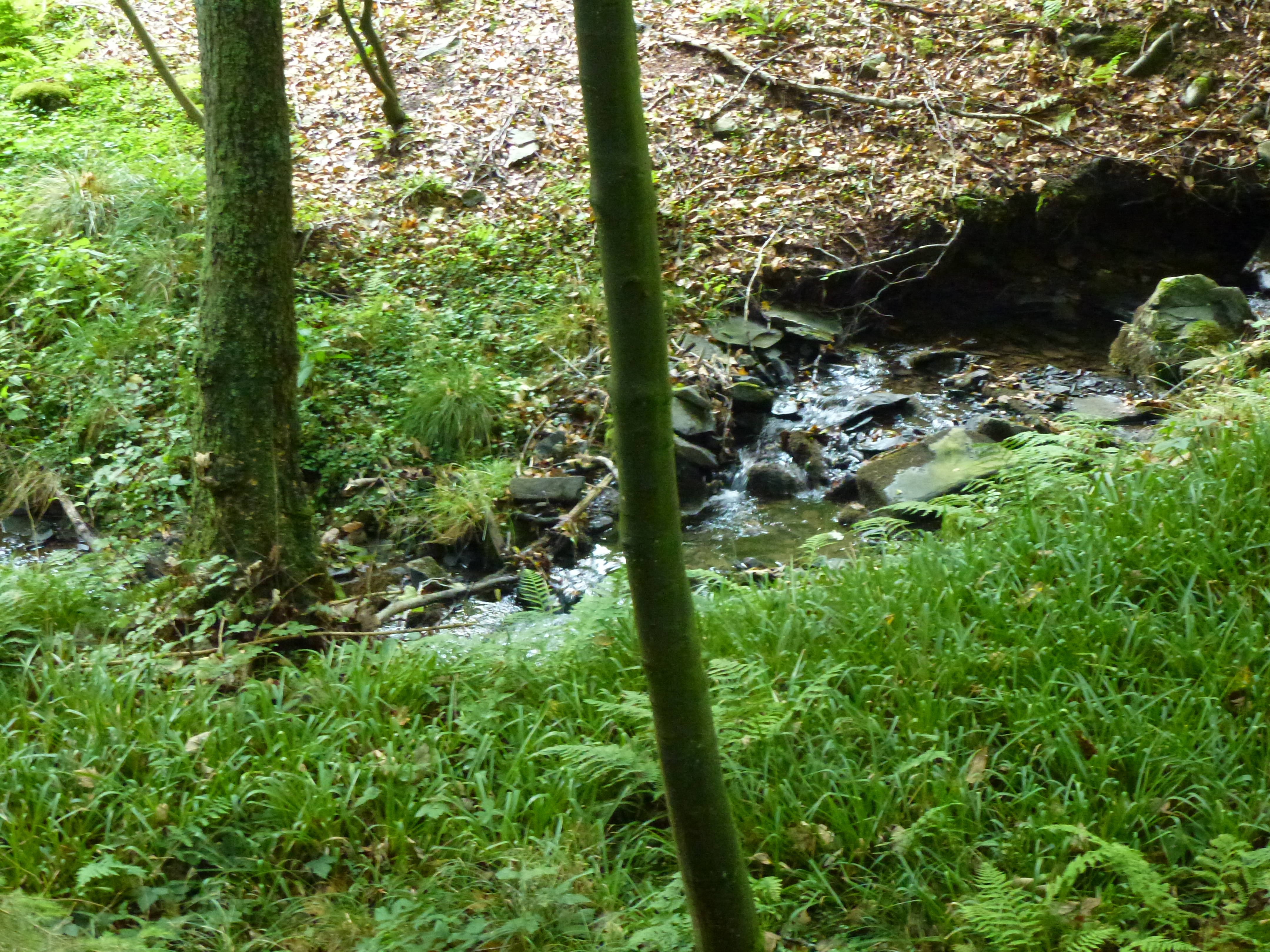
Die Große Steinmecke

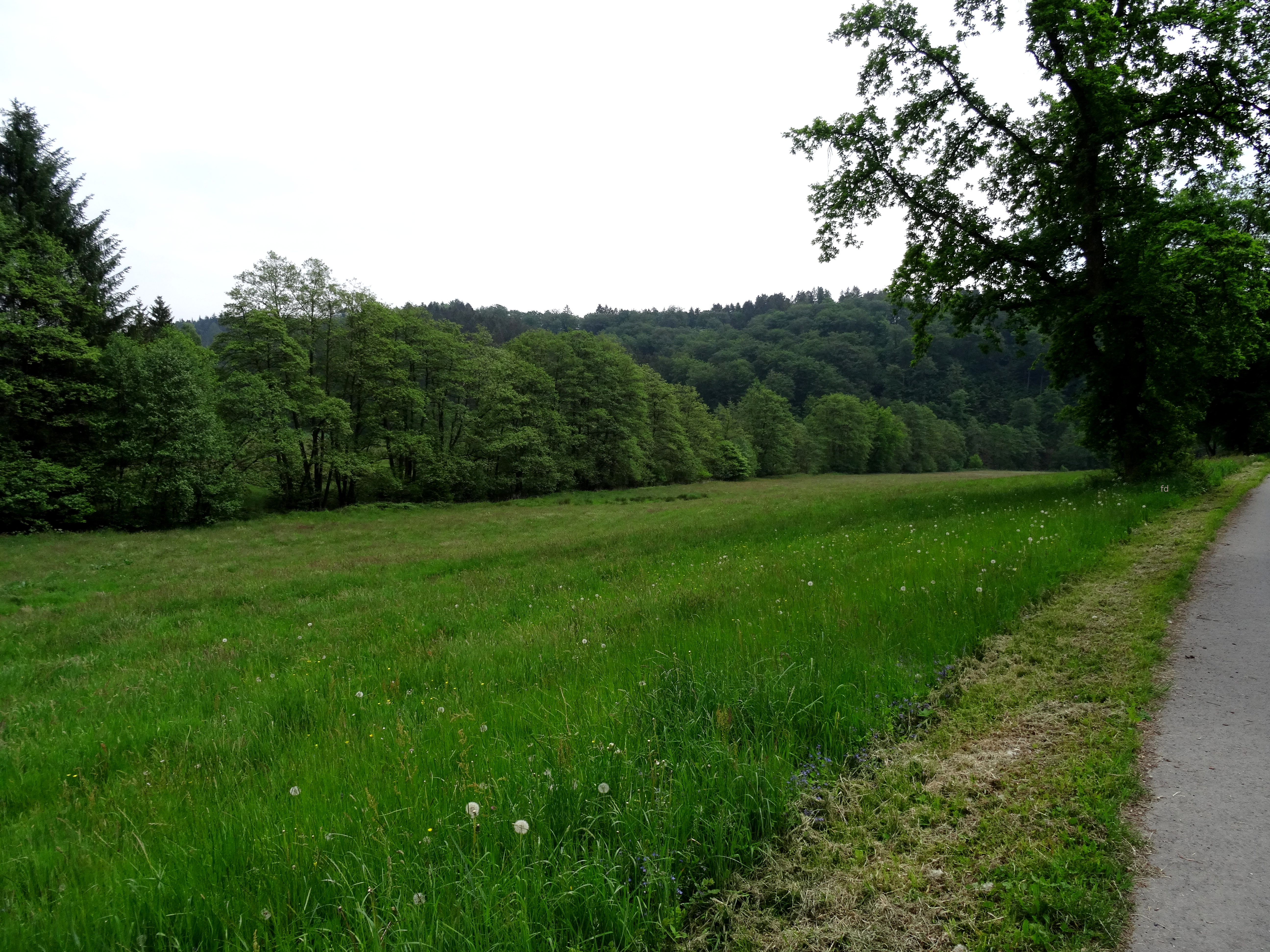
Große Steinmecke Kurz vor der Mündung in den Kolwederbach

Das Naturschutzgebiet Große Steinmecke mit einer Größe von 8,4 ha lag im Arnsberger Wald nordöstlich von Meschede. Das Gebiet wurde 1994 mit dem Landschaftsplan Meschede durch den Hochsauerlandkreis als Naturschutzgebiet (NSG) ausgewiesen. Bei der Neuaufstellung des Landschaftsplanes Meschede wurde das NSG dann Teil vom Naturschutzgebiet Talsystem Kohlweder Bach.

## Gebietsbeschreibung
Beim NSG handelt es sich um der Bachtal der Große Steinmecke. Im NSG gibt es Bruchwald mit Roterlen und Magergrünland. Im NSG kommen seltene Tier- und Pflanzenarten vor.

## Schutzzweck
Das NSG soll das Bachtal mit seinem Arteninventar schützen.
Wie bei allen Naturschutzgebieten in Deutschland wurde in der Schutzausweisung darauf hingewiesen, dass das Gebiet „wegen der Seltenheit, besonderen Eigenart und Schönheit des Gebietes“ zum Naturschutzgebiet wurde.